# Projev Johna F. Kennedyho na Rice University
Projev Johna F. Kennedyho na Rice University o národním vesmírném programu, známý podle klíčové výzvy „We choose to go to the Moon“, byl vysloven 35. americkým prezidentem Johnem Fitzgeraldem Kennedym na Riceově stadionu stejnojmenné univerzity v Houstonu 12. září 1962.
Představoval jeden z prvních Kennedyho projevů, které měly přesvědčit americké občany k podpoře národního programu přistání člověka na Měsíci a jeho bezpečného návratu na Zemi, tak jak o to usiloval program Apollo.

## Pozadí
Poté, co se v lednu 1961 stal John F. Kennedy americkým prezidentem, pociťovali Američané neúspěch ve vesmírném závodění vůči druhé supervelmoci Sovětskému svazu, která si o čtyři roky dříve připsala primát ve vypuštění umělé družice Sputnik. Zaskočené Spojené státy se dva měsíce nato pokusily vyslat vlastní družici Vanguard TV3, ale nosná raketa explodovala při startu. Poraženecké vnímání se prohloubilo v dubnu 1961, kdy se ruský kosmonaut Jurij Gagarin, na palubě kosmické lodi Vostok 1, stal prvním člověkem ve vesmíru. Americká reakce následovala až v únoru 1962. Po dvou suborbitálních letech programu Mercury byl na oběžnou dráhu vyslán astronaut John Glenn.
Politické přesvědčení o nutnosti demonstrovat americkou nadřazenost ve vesmíru artikuloval prezident Kennedy – po rozhovorech viceprezidenta Johnsona o konkrétních cílech s NASA –, v proslovu ke Kongresu z 25. května 1961. Jeho součástí se stal návrh, kterým “by tento národ měl sám se sebou – před uplynutím této dekády – uzavřít závazek k dosažení cíle, přistání člověka na Měsíci a jeho bezpečném návratu na Zemi.”
Kennedyho ambiciózní plán vyžadoval rozšíření Skupiny pro pilotované lety Národního úřadu pro letectví a kosmonautiku (Space Task Group) do nově vzniklého Střediska pilotovaných lodí (Manned Spacecraft Center). Texaský Houston byl k zářijovému projevu vybrán prostřednictvím Riceovy univerzity, na jejíž půdě se odehrál. Kennedy tak využil výhodu velkého stadionu ke sdělení cílů národního vesmírného programu.

## Projev
Prezident Kennedy přednesl projev 12. září 1962 v 10 hodin místního času na houstonském Riceově stadionu. Přímo v aréně amerického fotbalu jej sledovalo přibližně 35 tisíc diváků.
Řeč byla vyslovena v rámci navazujících návštěv tří kosmických zařízení:
- základny Cape Canaveral Air Force Station na Floridě,
- Marshall Space Flight Center v alabamském Huntsville,
- Střediska pilotovaných letů v texaském Houstonu.

### Oslovení
Proslov byl zahájen osloveními následujících přítomných:
- Kenneth Pitzer, prezident Rice University,
- Lyndon B. Johnson, viceprezident USA
- Price Daniel, guvernér Texasu
- Albert Richard Thomas, kongresman z Texasu
- Alexander Wiley, senátor z Wisconsinu
- George Paul Miller, kongresman z Kalifornie
- James E. Webb, ředitel NASA
- David E. Bell, ředitel Úřadu pro řízení a rozpočet

### Ukázka z projevu
| „We choose to go to the Moon … We choose to go to the Moon in this decade and do the other things, not because they are easy, but because they are hard; because that goal will serve to organize and measure the best of our energies and skills, because that challenge is one that we are willing to accept, one we are unwilling to postpone, and one we intend to win…“ | „Rozhodli jsme se dosáhnout Měsíce … V tomto desetiletí jsme se rozhodli dosáhnout Měsíce a uskutečnit i další věci – ne proto, že jsou snadné, ale proto, že jsou obtížné. Protože takový cíl poslouží k tomu, aby uspořádal a posoudil naše nejlepší schopnosti a dovednosti, protože takovou výzvu jsme ochotni přijmout, a nejsme ochotni ji odkládat, a hodláme ji zvládnout… “ |

### Rétorika
Kennedyho projev použil tři strategie: „charakterizaci vesmíru jako lákavé hranice; vyslovení příhodné doby, která své úsilí zaměří do naléhavé a zjevné historické chvíle; a nakonec, celkovou strategii, jež posluchače zve k prožití vlastního průkopnického odkazu v podobě cesty na Měsíc.“